# کوجی یامامورا
کوجی یامامورا (انگلیسی: Kōji Yamamura؛ زادهٔ ۴ ژوئن ۱۹۶۴) پویانمایی اهل ژاپن است.